# Людина з іншого боку
«Людина з іншого боку» (рос. «Человек с другой стороны») — радянсько-шведський художній фільм 1971 року, знятий режисером Юрієм Єгоровим на Кіностудії ім. М. Горького та кіностудії «Omega Film».

## Сюжет
1920-ті роки. Уряд СРСР замовляє у Швеції тисячу паровозів. Економічна криза, що вибухнула по всій Європі, підштовхує шведів прийняти замовлення. Білоемігранти, дізнавшись про угоду двох країн, готують нові змови та диверсії. Прослідкувати виконання завдання уряду доручається радянському інженеру Кримову.

## У ролях
- Бібі Андерссон — Брітт
- В'ячеслав Тихонов — Віктор Кримов
- Патрік Уаймарк — Хольм
- Валентин Гафт — Андрій Ізвольський
- Ігор Ясулович — Заботін
- Хольгер Левенадлер — Аксберг
- Гуннель Бростром — Інгрід Хольм
- Пер-Аксель Аросеніус — доктор Гуннар Хемлін
- Ірина Гошева — мати Віктора
- Софія Павлова — жінка з Поволжя
- Торд Петерсон — епізод
- Євген Фрідман — епізод
- Віллі Пітерс — епізод
- Микола Смирнов — епізод
- Вадим Захарченко — соратник Ізвольського
- Олексій Бахар — епізод
- Юрій Кірєєв — чекіст
- Микола Волков — представник Раднаркому
- Михайло Глузький — білоемігрант
- Микола Бармін — епізод
- Григорій Лямпе — аптекар
- Артур Ніщонкін — чекіст
- Лілія Захарова — епізод
- Зінаїда Сорочинська — секретарка

## Знімальна група
- Режисер — Юрій Єгоров
- Сценаристи — Еміль Брагінський, Юрій Єгоров, Володимир Семітьєв, Василь Соловйов
- Оператори — Михайло Якович, Оке Далквіст
- Композитор — Марк Фрадкін
- Художник — Борис Дуленков